# Euphyia anomala
Euphyia anomala là một loài bướm đêm trong họ Geometridae.